# 東水俁站
東水俁站（日语：〔〕／ Higashi-Minamata eki */?）是一個位於熊本縣水俁市長野的九州旅客鐵道（JR九州）山野線車站。在1988年（昭和63年）2月1日與山野線一同停用。

## 停用前車站結構
- 有一個單面月台1面1線。
- 曾經是有人站，停用前為無人站。
- 曾經有一個站舍，在成為無人站後便除去。另外有一個候車室。

## 歷史
- 1934年（昭和9年）4月22日：開始營業[1]。
- 1957年（昭和32年）10月1日：車站成為無人站。
- 1987年（昭和62年）4月1日：因國鐵分割民營化，本站成為九州旅客鐵道的車站[1]。
- 1988年（昭和63年）2月1日：與山野線一同停用[1]。

## 車站周邊
- 熊本縣立水俁高等學校

## 相鄰車站
九州旅客鐵道
山野線
水俁－東水俁－肥後深川

## 注腳
1. 1 2 3  石野哲（編）. . JTB. 1998: 704. ISBN 978-4-533-02980-6.

## 相關項目
- 日本鐵路車站列表 Hi